# Anton Salvesen
Anton „Tony“ Salvesen (* 24. Oktober 1927; † 24. Juli 1994) war ein norwegischer Rennrodler.
Salvesen begann mit dem Rennrodeln im Alter von 18 Jahren und wurde mehrmals norwegischer Meister. Seinen einzigen internationalen Erfolg hatte der Schiffsmakler, als er 1955 bei der ersten Rodel-WM im eigenen Land vor den Österreichern Josef Thaler und Josef Isser den Titel errang und somit erster Weltmeister wurde. Bis heute (Stand 2010) ist dies die einzige norwegische WM-Medaille in dieser Sportart. Im Doppelsitzerwettkampf belegte Salvesen den sechsten Rang mit seinem Partner Alf Large. Im Anschluss daran beendete der 28-Jährige seine Karriere und zog berufsbedingt ins Ausland. 1979 hatte Salvesen, der zu diesem Zeitpunkt Vater zweier Töchter und eines Sohnes war, im Rahmen der Weltmeisterschaften 1979 einen weiteren öffentlichen Auftritt, als er gemeinsam mit den anderen Titelträgern von 1955 die Siegerehrung vornahm.